# Tour de Suisse 1933
Le Tour de Suisse 1933 est la première édition de cette course cycliste sur route masculine. Il s'est déroulé du 28 août au 2 septembre 1933 sur 5 étapes. C'est l'Autrichien Max Bulla qui l'emporte.

## Résultats des étapes
| Détail    | Date          | Villes étapes    | km  | Vainqueur d'étape | Leader du classement général |
| 1re étape | 28 août       | Zurich - Davos   | 228 | Luigi Macchi      | Luigi Macchi                 |
| 2e étape  | 29 août       | Davos - Lucerne  | 240 | Max Bulla         | Max Bulla                    |
| 3e étape  | 30 août       | Lucerne - Genève | 300 | Max Bulla         | Max Bulla                    |
| 4e étape  | 1er septembre | Genève - Bâle    | 259 | Gaspard Rinaldi   | Max Bulla                    |
| 5e étape  | 2 septembre   | Bâle - Zurich    | 226 | Karl Altenburger  | Max Bulla                    |

## Classements finals

### Classement général
|    | Cycliste         | Pays           |    | Temps            |
| -- | ---------------- | -------------- | -- | ---------------- |
| 1  | Max Bulla        | Autriche       | en | 39 h 46 min 46 s |
| 2  | Albert Büchi     | Suisse         | +  | 9 min 01 s       |
| 3  | Gaspard Rinaldi  | France         |    | 11 min 10 s      |
| 4  | Benoît Faure     | France         |    | 16 min 40 s      |
| 5  | Felice Gremo     | Italie         |    | 19 min 38 s      |
| 6  | François Adam    | Belgique       |    | 22 min 11 s      |
| 7  | Carlo Romanatti  | Italie         |    | 26 min 04 s      |
| 8  | Michele Orecchia | Italie         |    | 28 min 01 s      |
| 9  | Walter Blattmann | Suisse         |    | 30 min 20 s      |
| 10 | Hermann Buse     | Reich allemand |    | 30 min 59 s      |

### Classement par équipes
|   | Équipe    |    | Temps             |
| - | --------- | -- | ----------------- |
| 1 | Suisse    | en | 120 h 31 min 40 s |
| 2 | Italie    | +  | 2 min 20 s        |
| 3 | Belgique  |    | 38 min 38 s       |
| 4 | France    |    | 46 min 48 s       |
| 5 | Allemagne |    | 1 h 31 min 22 s   |

## Détail des différentes étapes

### 1reétape: Zürich - Davos (228 km)
|   | Cycliste         | Pays     |    | Temps           |
| - | ---------------- | -------- | -- | --------------- |
| 1 | Luigi Macchi     | Italie   | en | 6 h 54 min 02 s |
| 2 | Max Bulla        | Autriche | +  | 2 min 28 s      |
| 3 | Gaspard Rinaldi  | France   |    | 5 min 04 s      |
| 4 | Walter Blattmann | Suisse   |    | 6 min 07 s      |
| 5 | Antoine Dignef   | Belgique |    | 6 min 43 s      |
| 6 | Benoît Faure     | France   |    | 7 min 19 s      |

### 2eétape: Davos - Lucerne (240 km)
|   | Cycliste       | Pays           |    | Temps           |
| - | -------------- | -------------- | -- | --------------- |
| 1 | Max Bulla      | Autriche       | en | 8 h 07 min 12 s |
| 2 | Albert Büchi   | Suisse         | +  | m.t.            |
| 3 | Eugenio Gestri | Italie         |    | m.t.            |
| 4 | August Erne    | Suisse         |    | 5 min 04 s      |
| 5 | Hermann Buse   | Reich allemand |    | 5 min 04 s      |
| 6 | François Adam  | Belgique       |    | 5 min 04 s      |

### 3eétape: Lucerne - Genève (300 km)
|   | Cycliste         | Pays     |    | Temps            |
| - | ---------------- | -------- | -- | ---------------- |
| 1 | Max Bulla        | Autriche | en | 10 h 12 min 53 s |
| 2 | Benoît Faure     | France   | +  | m.t.             |
| 3 | Louis Hardiquest | Belgique |    | m.t.             |
| 4 | Carlo Romanatti  | Italie   |    | m.t.             |
| 5 | Felice Gremo     | Italie   |    | m.t.             |
| 6 | Albert Büchi     | Suisse   |    | 0 min 56 s       |

### 4eétape: Genève - Bâle (259 km)
|   | Cycliste         | Pays       |    | Temps           |
| - | ---------------- | ---------- | -- | --------------- |
| 1 | Gaspard Rinaldi  | France     | en | 7 h 27 min 11 s |
| 2 | Nicolas Frantz   | Luxembourg | +  | m.t.            |
| 3 | Max Bulla        | Autriche   |    | m.t.            |
| 4 | Marinus Valentyn | Pays-Bas   |    | m.t.            |
| 5 | Alfred Büchi     | Suisse     |    | m.t.            |
| 6 | Carlo Romanatti  | Italie     |    | m.t.            |

### 5eétape: Bâle - Zurich (226 km)
|   | Cycliste         | Pays           |    | Temps           |
| - | ---------------- | -------------- | -- | --------------- |
| 1 | Karl Altenburger | Reich allemand | en | 6 h 56 min 22 s |
| 2 | Louis Hardiquest | Belgique       | +  | 6 min 03 s      |
| 3 | Georges Antenen  | Suisse         |    | 6 min 48 s      |
| 4 | Benoît Faure     | France         |    | 6 min 48 s      |
| 5 | Gaspard Rinaldi  | France         |    | 6 min 48 s      |
| 6 | Nicolas Frantz   | Luxembourg     |    | 6 min 48 s      |